# Bradykinina
Bradykinina – organiczny związek chemiczny z grupy oligopeptydów zbudowany z 9 aminokwasów (nonapeptyd), peptydowy hormon tkankowy. Powstaje w organizmie przez działanie proteaz, znajdujących się m.in. w pocie, ślinie i wydzielinach gruczołów wydzielania zewnętrznego. W osoczu występuje jego prekursor – bradykininogen, będący proenzymem, czyli nieaktywną fizjologicznie substancją, z której enzym powstaje w drodze odszczepienia fragmentu, gdy dotrze do miejsca zapotrzebowania. Pod wpływem lokalnie uwalnianej kalikreiny tkankowej bradykininogen zmienia się w lizylobradykininę, która następnie za sprawą enzymu konwertującego przechodzi w aktywną bradykininę.

## Działanie
Fizjologiczny wpływ bradykininy (podobnie jak wszystkich hormonów tkankowych) jest bardzo różnorodny i w wielu aspektach wciąż niepoznany. Generalnie uczestniczy w reakcjach zapalnych i alergicznych.
- Zwiększa przepuszczalność naczyń włosowatych, w wyniku czego powstaje miejscowy obrzęk, ucieplenie i zaczerwienienie, czyli klasyczne objawy reakcji zapalnej.
- Działa drażniąco na zakończenia nerwowe, wywołując piekący ból, który informuje o zaburzeniu funkcji w danym obszarze.
- Rozszerza naczynia krwionośne (skóry, mięśni prążkowanych, nerek, mózgu, trzewi, naczynia wieńcowe itd.) przez porażenie mięśni gładkich w ścianach naczyń, co wywołuje m.in. efekt spadku ciśnienia tętniczego (ze względu na zwiększenie objętości łożyska naczyniowego).
- Kurczy mięśnie gładkie innych (niż naczynia) narządów, np. oskrzeli, macicy.
- Zwiększa uwalnianie katecholamin z nadnerczy.